# Arkadiusz Bernaś
Arkadiusz Marcin Bernaś (ur. 2 lutego 1971) – polski dyplomata i menedżer kultury. 

## Życiorys
Arkadiusz Barnaś ukończył filologię węgierską na Uniwersytecie Segedyńskim (1996), politologii na Uniwersytecie Środkowoeuropejskim w Budapeszcie (1998) i europeistyki na Uniwersytecie w Leuven (2003)
W 2004 rozpoczął pracę w Instytucie Polskim w Budapeszcie jako zastępca dyrektora. Od października 2008 do 2012 pełnił funkcję dyrektora Instytutu. W latach 2012–2016 kierował Instytutem Polskim w Sztokholmie.
Zna język angielski oraz węgierski. 